# Parcul Naționa Slitere
Parcul Naționa Slitere este o arie protejată (arie specială de conservare — SAC, sit de importanță comunitară — SCI, arie de protecție specială avifaunistică — SPA) din Letonia întinsă pe o suprafață de 16.365,89 ha, integral pe uscat.

## Localizare
Centrul sitului Parcul Naționa Slitere este situat la coordonatele 57°42′30″N 22°30′22″E / 57.7083°N 22.5061°E.

## Înființare
Situl Parcul Naționa Slitere a fost declarat arie de protecție specială avifaunistică în mai 2004 pentru a proteja 7 specii de plante și 57 de specii de animale. Alte tipuri de protecție:
- sit de importanță comunitară (în mai 2004)
- arie specială de conservare (în mai 2004)[1][3][4]

## Biodiversitate
Situată în ecoregiunea boreală, aria protejată conține 38 de habitate naturale: Vegetație anuală la limita mareei, Faleze cu vegetație de pe coastele atlantice și baltice, Salicornia și alte specii anuale care populează regiunile mlăștinoase și nisipoase, Litoraluri nisipoase din Baltica boreală cu vegetație perenă, Dune mobile cu vegetație embrionară, Dune mobile de-a lungul țărmului cu Ammophila arenaria („dune albe”), Dune de coastă fixe cu vegetație erbacee („dune gri”), Dune fixe decalcificate cu Empetrum nigrum, Dune împădurite din regiunile atlantică, continentală și boreală, Depresiuni intradunale umede, Vegetație psamofilă uscată cu Calluna și Empetrum nigrum, Lacuri eutrofice naturale cu vegetație de tip Magnopotamion sau Hydrocharition, Lacuri și iazuri distrofice naturale, Cursuri de apă de la nivel de câmpie la nivel montan, cu vegetație Ranunculion fluitantis și Callitricho-Batrachion, Pajiști umede nord-atlantice cu Erica tetralix, Formațiuni de Juniperus communis pe lande sau pajiști calcaroase, Pajiști calcaroase din nisipuri xerice, Formațiuni ierboase bogate în specii de Nardus, dezvoltate pe substraturi silicioase în zone montane (și în zone submontane, în Europa continentală), Pajiști fino-scandinave uscate până la mezice, bogate în specii de altitudine mică, Pajiști cu Molinia pe soluri calcaroase, turboase sau argilos-nămoloase (Molinion caeruleae), Pajiști aluvionare boreale nordice, Fânețe de joasă altitudine (Alopecurus pratensis, Sanguisorba officinalis), Turbării active, Mlaștini turboase de tranziție și turbării mișcătoare, Depresiuni pe substraturi de turbă de Rhynchosporion, Izvoare fino-scandinave și mlaștini produse de izvoare bogate în minerale, Izvoare petrifiante cu formare de travertin (Cratoneurion), Mlaștini alcaline, Pante stâncoase calcaroase cu vegetație casmofită, Pante stâncoase silicioase cu vegetație casmofită, Taiga vestică, Păduri caducifoliate bătrâne naturale hemiboreale fino-scandinave (Quercus, Tilia, Acer, Fraxinus sau Ulmus) bogate în specii epifite, Păduri fino-scandinave bogate în ierburi cu Picea abies, Pășuni din zone de pădure fino-scandinave, Păduri caducifoliate de mlaștină fino-scandinave, Păduri pe pante, grohotișuri și ravene de Tilio-Acerion, Mlaștini împădurite, Păduri aluvionare cu Alnus glutinosa și Fraxinus excelsior (Alno-Padion, Alnion incanae, Salicion albae).
La baza desemnării sitului se află mai multe specii protejate:
- plante (7): Buxbaumia viridis, papucul doamnei (Cypripedium calceolus), Dianthus arenarius subsp. arenarius, Hamatocaulis vernicosus, Linaria loeselii, moșișoare (Liparis loeselii), ochii-șoricelului (Saxifraga hirculus)
- păsări (33): minunița (Aegolius funereus), pescăruș albastru (Alcedo atthis), fâsă-de-câmp (Anthus campestris), acvilă de munte (Aquila chrysaetos), acvilă țipătoare mică (Aquila pomarina), cocoșul de mesteacăn (Bonasa bonasia), buha (Bubo bubo), caprimulg (Caprimulgus europaeus), barză albă (Ciconia ciconia), barză neagră (Ciconia nigra), erete cenușiu (Circus pygargus), cristeiul de câmp (Crex crex), lebădă de iarnă (Cygnus cygnus), ciocănitoare cu spate alb (Dendrocopos leucotos), ciocănitoarea de stejar (Dendrocopos medius), ciocănitoare neagră (Dryocopus martius), muscar (Ficedula parva), ciuvică (Glaucidium passerinum), cocor (Grus grus), codalb (Haliaeetus albicilla), sfrâncioc roșiatic (Lanius collurio), ciocârlie de pădure (Lullula arborea), vultur pescar (Pandion haliaetus), viespar (Pernis apivorus), ciocănitoare de munte (Picoides tridactylus), ciocănitoare verzuie (Picus canus), ploier auriu (Pluvialis apricaria), chiră mică (Sterna albifrons), chiră de baltă (Sterna hirundo), silvie porumbacă (Sylvia nisoria), cocoșul de mesteacăn (Tetrao tetrix tetrix),  cocoș de munte (Tetrao urogallus), fluierar de mlaștină (Tringa glareola)
- amfibieni (1): triton cu creastă (Triturus cristatus)
- mamifere (2): vidră de râu (Lutra lutra), urs brun (Ursus arctos)
- nevertebrate (14): Agathidium pulchellum, Anthrenochernes stellae, Dytiscus latissimus, fluturele auriu (Euphydryas aurinia), fluturele flitirar (Euphydryas maturna), Graphoderus bilineatus, libelule (Leucorrhinia pectoralis), fluturele purpuriu (Lycaena dispar), Osmoderma barnabita, Phryganophilus ruficollis, Unio crassus, Vertigo angustior, Vertigo genesii, Vertigo geyeri
- pești (7): Alosa fallax, zvârluga (Cobitis taenia), zglăvoacă (Cottus gobio), Lampetra fluviatilis, cicar (Lampetra planeri), țipar (Misgurnus fossilis), somonul (Salmo salar)

Pe lângă speciile protejate, pe teritoriul sitului au mai fost identificate 80 de specii de plante, 6 specii de păsări, 5 specii de amfibieni, 9 specii de mamifere, 62 de specii de nevertebrate, 2 specii de pești, 2 specii de reptile.